# Maîtres contemporains de l’orgue
Les Maîtres contemporains de l’orgue („Zeitgenössische Meister der Orgel“), Pièces inédites pour orgue ou harmonium (Untertitel), herausgegeben von Abbé Joseph Joubert (1878–1963) – Organiste du Grand Orgue de la Cathédrale de Luçon – und erschienen bei Maurice Sénart in Paris von 1912 bis 1914, ist ein Sammelwerk von acht Bänden, das eine wichtige Anthologie von Stücken für Orgel oder Harmonium bildet, die Ende des 19. Jahrhunderts oder zu Anfang des 20. Jahrhunderts komponiert wurden und die bis dahin nicht an anderer Stelle veröffentlicht worden waren. Diese Stücke repräsentieren ein breites Spektrum der Kompositionsstile und -schulen der verschiedenen Länder. Laut Vorwort wurden viele Komponisten vom Herausgeber eigens angeschrieben, um speziell für diese Sammlung Stücke zu schreiben.
Die Bände 1, 2 und 4 sind der französischen Schule (École Française) gewidmet, die Bände 3, 5 und 6 ausländischen Schulen (École Étrangère), und die Bände 7 und 8 enthalten Stücke für Grand Orgue mit obligatem Pedal.
Zu den einzelnen Bänden gibt es am Anfang Register nach Komponisten und Tonarten. Alle Komponisten werden anhand von Kurzbiographien vorgestellt.
Die acht Bände wurden verschiedenen Komponisten gewidmet: I Ch. M. Widor, II F. de La Tombelle, III Alphonse Mailly, IV Eugène Gigout, V Alexander Glasunow, VI Léon Du Bois, VII Vincent d’Indy und VIII Louis Vierne.

## Inhaltsübersicht

### Erster Band — École Française
– à Monsieur Ch. M. Widor – (78 Stücke)
- Louis Andlauer, Deux pièces brèves
- Augustin Barié, Élégie
- Paul Bazelaire, Canon à deux voix op. 107
- Jules Bentz, Offertoire
- René Blin, Choral varié ; Offertoire
- Joseph Ermend Bonnal, Deux improvisations : I. Allégresse (Sortie) ; II. Petite pastorale op. 27 nos 1 et 4
- Roger Boucher, Cantabile
- Nadia Boulanger, Prélude ; Petit Canon ; Improvisation
- Joseph Boulnois, Quatre pièces brèves en ré
- Jules Brosset, Offertoire pour la fête de Noël sur l’antienne «Votis pater annuit»
- Léon Canton, Méditation Religieuse
- Alexandre Cellier, Méditation ; Pièce symphonique
- Auguste Chapuis, Méditation
- Arthur Colinet, Toccatina ; Communion
- Charles-Augustin Collin, Prélude ; Bénédiction ou élévation brève
- Charles-René Collin, Deux Préludes
- Paul Combes, Quasi adagio
- Marcel Courtonne, Choral ; Improvisation sur un thème breton
- Henri Dallier, Offertoire sur l’hymne «Te Joseph celebrent»
- Noël Darros, Mélodie religieuse
- Georges Debat-Ponsan, Prélude ; Antienne
- Adhémar Decq, Marche funèbre
- Louis Delune, L’adoration des Bergers (sur un thème de noël wallon)
- Claude Delvincourt, Marche d’Église
- Arthur Dodement, Trois fuguettes à 3 voix
- Camille Doney, Pendant l’Offertoire
- Louis Dumas, Pièce en mi majeur
- Marcel Dupré, Élévation op. 2
- Henry Eymieu, L’Angélus op. 140 ; Carillon
- Paul Fauchey, Fantaisie en forme d’offertoire
- Daniel Fleuret, Verset dans le style grégorien
- Jean-Baptiste Ganaye, Canon
- Gabriel Garbet, Prélude pastoral ; Chant d’Actions de Grâces
- Amédée Gastoué, Pièce funèbre pour offertoire ou sortie
- Max George, Deux pièces brèves
- Eugène Gigout, Deux Interludes
- Henri Gouard, Premier offertoire sur d’anciens noëls
- Raoul Grigi, Deuxième Marche solennelle ; Recueillement ; Adagio
- Ernest Grosjean, Offertoire bref ou communion ; Prélude en mi mineur
- Alexandre Guilmant, Chant du matin (bluette)
- Georges Guiraud, Offertoire pour les Fêtes de la Très Sainte Vierge (sur un thème grégorien)
- Jean Huré, Interlude-Élévation
- Vincent d’Indy, Pièce en Mi bémol mineur op. 66
- Georges Jacob, Andantino en mi bémol majeur ; Pastorale
- Louis Jacquemin, Pièce en mi bémol
- Joseph Jemain, Méditation religieuse op. 40
- Pierre Kunc, Prélude grave à la manière de Hændel
- Eugène Lacroix, Fugue ; Recueillement ; Fantaisie médiévale
- Eugène Landais, Offertoire ; Élévation
- Fernand de La Tombelle, Méditation ; Toccata.

### Zweiter Band — École Française (Fortsetzung)
– à Monsieur F. de La Tombelle – (73 Stücke)
- Charles Lefèbvre, Offertoire
- Auguste Le Guennant, Intermezzo
- Henri Letocart, Communion ; Verset
- Henri Libert, Duo en forme de canon ; Fugue
- Alfred Marichelle, Communion ; Élévation
- Adolphe Marty, Offertoire, Grand chœur pour la Pentecôte
- Jules Massenet, Prélude en ut majeur pour grand orgue
- Henri Messerer, Offertoire ou Communion ; Lamento
- Henri Mulet, Petit offertoire ; Sortie douce
- Henri Nibelle, Offertoire
- Saturnin Paraire, Andantino (offertoire)
- Louis-Lazare Perruchot, Verset sur l’antienne «Veni sponsa Christi» ; Verset
- Émile Pessard, Pièce en ut majeur op. 131
- Achille Philip, Pièce en si mineur
- Paul Pierné, Prière
- Charles Pineau, Sur l’intonation du «Salve Regina» op. 5 no 1 ; Adagio op. 5 no 2
- Dominique-Charles Planchet, Rapsodie sur des noëls
- Charles-Marie Pollet, Fantaisie en sol majeur ; Fantaisie en la bémol
- Henri Potiron, Fuguette sur le 1er Kyrie de la Messe «Orbis factor»
- Marie Prestat, Prélude et fugue en ut mineur op. 81
- Charles Quef, Sortie sur «Ite Missa est»
- Amédée-Marie Raffat de Bailhac, Offertoire sur la 5e Antienne des 1ères Vêpres de la fête du Très Saint-Sacrement
- Marc de Ranse, Six variations sur le «Stabat liturgique»
- Pierre-Émile Ratez, « Pax et Labor » Méditation religieuse
- Félix Raugel, Deux Interludes dans la tonalité grégorienne : 3e mode, 1er et 2e mode ; Pièce du premier ton
- Georges Renard, Andantino ; Adagio
- Albert Renaud, Grand chœur en ré majeur (transcription du No 1 des 4 Pièces pour grand orgue op. 123)
- André Renoux, Sortie fuguée (en sol mineur)
- Amédée Reuchsel, Interlude en mi majeur ; Fugue en la mineur
- Léon Reuchsel, Entrée ; Communion ; Offertoire ; Pastorale gothique
- Maurice Reuchsel, Cantilène ; Adoration
- Marcel Rouher, Toccata
- Blanche Rozan, Communion ; Petite Prière
- Léon Saint-Réquier, Pièce en si mineur
- Alphonse Schmitt, Toccatina ; Prélude lent
- Florent Schmitt, Prélude
- Blanche Selva, Petite pièce
- Auguste Sérieyx, Trois Interludes pour le chant du «Veni creator» op. 10
- Jean Vadon, Trois pièces pour orgue ou harmonium : I. Grand chœur dialogué ; II. Toccata sur l’«O Filii» et «Hæc dies», III. Rapsodie sur trois cantiques populaires
- Amédée de Vallombrosa, Élévation
- Paul Vidal, Six Versets : I ; II ; Trois Versets sur l’hymne «O Filii» ; « Veni creator spiritus»
- Louis Vierne, Prélude
- René Vierne, Cinq Improvisations pouvant servir de versets de Magnificat ou d’interludes de psaumes
- Armand Vivet, Marche Religieuse ; Toccata
- Désiré Walter, Marche solennelle tirée des Bilder aus Osten op. 66 de R. Schumann.

### Dritter Band — École Étrangère
– à Monsieur Alphonse Mailly – (54 Stücke)
- Ant. Arts, Hymne du matin (cantilène) ; Postludium (Pensée du soir)
- Otto Barblan, Andante religioso
- Domenico Bellando, Marche pontificale ; Élégie ; Élévation
- Joseph Bellens, Offertoire (mélodie) ; Postlude
- José M. Béobide, Cancion ; Scherzo (alla Beethoven)
- Luigi Bottazzo, Choral op. 194a ; Offertoire op. 194b
- Franz Joseph Breitenbach, Quatuor (sic) Versetti sur l’hymne I. «Exulte orvis gaudiist», II. «Cœlum resultat», III.« Apostolorum gloriam», IV. «Tellus et astra».
- Carlo Calegari, Prélude ancien op. 265
- Arrigo Cappelletti, Petite fugue en ré mineur
- Joseph Cumellas-Ribó, Prière à Notre-Dame
- Hubert Cuypers, Méditation I ; Méditation II
- Oscar Depuydt, Prélude ; Offertoire ; Fuguetta
- Jose Antonio Erausquin, Toccata final
- Marie-Joseph Erb, Marche nuptiale
- Juliette Folville, Communion ; Verset (sur le thème du «Tantum» 6e ton)
- Gaetano Foschini, Offertorio en la mineur
- Elbert Joseph Franssen, «Lauda Sion salvatorem»
- Bernardo de Gabiola, Invocacion
- Arnaldo Galliera, Offertorio
- Gustaf Hägg, Improvisation
- Léon Jadin, Offertoire pascal ; Andante
- Joseph Jongen, Offertoire sur l’«Alma redemptoris Mater»
- Jaroslar Kvapil, Fughetta
- Samuel de Lange, Funerale ; Prière
- Raphaël Lobmiller, Prélude au choral «Ave Maris Stella»
- Philip Loots, Finale op. 56 no 1 ;  Prière op. 56 no 2
- Augusto Machado, Allegretto ; Improvisation
- Alphonse Mailly, Noël ; Élévation
- Orlando A. Mansfield, Prélude ; Coro Religioso
- Jose Sancho-Marraco, Offertoire sur l’hymne «Ave Maris Stella»
- Guglielmo Mattioli, Preludio ; Comunione
- Fernand Mawet, Pastorale
- Arthur de Meulemeester, Allegro ; Méditation ; Cortège nuptial
- Alphonse Moortgat, Noël
- Alphonse G. Mosmans, Humble Prière
- Raymond Moulaert, Deux pièces pour orgue ou harmonium : 1. Choral, 2. Méditation
- Josef Nešvera, Improvisation
- Nemesio Otaño, Adoration
- Giovanni Pagella, Larghetto
- Alex. Paepen, Cinq petits préludes en sol majeur et mineur
- Maurice Perret, Improvisation-Élégie
- Hans Plag, Fantaisie
- Johann Plag, Maestoso ; Moderato
- Anton. Ponten, Improvisation sur l’alleluia du Samedi Saint
- Jean-Théodore Radoux, Prière
- Roberto Remondi, Élégie (sur la tombe d’Alexandre Guilmant)
- Martin Rodriguez, Marche solennelle ; Fughetta
- Louis Rosoor, Communion ; Canzone
- Joseph M. Schwammel, Ière Toccata en fa # mineur ; IIe Toccata en mi mineur
- Camillo Schumann, Larghetto ; Andante con moto
- Dom Sergent O.S.B., Prélude; Improvisation sur deux thèmes bretons
- N. Felix Skop, Andante ; Agilmente
- J. G. Edouard Stehle, Élégie ; Silence devant le Seigneur (prière)
- Joseph Surzyński, Larghetto
- Mieczysław Surzyński, Improvisation op. 46a
- Santiago Tafall, Élévation et Prière, I. Pendant l’Élévation, II. Après l’Élévation
- Giuseppe Terrabugio, Preghiera (élévation)
- Em. Tillmans, Prélude en do majeur op. 5 no 1
- Alfred W. Tomlyn, Andante moderato
- Eduardo Torres, Communion ; Élévation
- Patrik Vretblad, In memoriam
- Luis Urteaga, Offertorio
- Pierre Van Damme, Pastorale
- Van den Abeele, Andante con espressione
- François Verhelst, Adagio ; Larghetto
- J.J. Maria de Virgala, Prélude et fugue sur l’alléluia de la fête de l’Immaculée-Conception
- Franz Walczynski, Paraphrase sur le «Veni creator» op. 120a ; Paraphrase sur l’«O Filii et filiæ» op. 120b
- Alexandre Winkel, Invocation
- August Wiltberger, Improvisation ; Élégie

### Vierter Band — École Française
Publié en 1914 – à Monsieur Eugène Gigout – (111 Stücke)
- Albert Alain, Offertoire pour la semaine de Pâques sur l’Antienne «Vespere» et la Prose «O Filii» ; Marche nuptiale (1900)
- Paul Allix, Communion ; Andantino
- Georges Becker, Pièce en mi mineur
- Philippe Bellenot, Prélude en ut majeur
- Emmanuel Berlhe, Élévation ; Antienne grégorienne
- Albert Bertelin, Choral en si mineur
- Paul-Auguste Berthier, Passacaille sur le «Christus vincit»
- Émile Billeton, Communion
- Blair Fairchild, Fugue en ut mineur op. 34 no 1 ; Fugue en fa # majeur op. 34 no 7
- Maurice Blazy, Trois Préludes
- René Blin, Première marche nuptiale
- Lucien Bourgeois, Cinq versets sur des thèmes liturgiques : «Sacris solemniis», «Pange lingua», 2 Versets sur «Iste Confessor» ; «Ave Maris stella»
- Louis Boyer, Deux Pièces brèves : I. en mi mineur ; II. en ré mineur
- Pierre de Bréville, Suite pour orgue sans pédale : Prélude, Méditation, Prière
- Alexandre Cellier, Dans la vieille abbaye ; Cortège
- Joseph Civil y Castelli, Prière «Domine exaudi vocem meam»
- Arthur Colinet, Deux pièces brèves : I. Prélude II. Intermezzo
- Charles Collin, Impressions bretonnes : I. Au cimetière en Basse-Bretagne ; II. La Légende de St Ronan ; III. Le chant du lépreux
- Eugène Cools, Élévation
- Marc Delmas, Deux pièces brèves op. 23 : I. Offertoire en forme de prélude ; II. Communion
- Jean Déré, Offertoire ; Petit Prélude
- Édouard Destenay, Triptyque évangélique : I. L’Entrée à Jérusalem ; II. La Cène ; III. Marche au Calvaire
- Louis Dumas, Pièce pour orgue
- Paul Dupin, In paradisum
- Eckendorff (Mme Bertault), Pastorale sur un vieil air vendéen
- Maurice Emmanuel, Andante (O salutaris – Adorote devote) ; Sortie
- Henry Eymieu, Cantabile op. 115 ; Rhapsodie sur des Thèmes Bretons op. 116
- Paul Fauchet, Quatre esquisses : I. Cantilène, II. Églogue, III. Méditation, IV. Scherzetto
- Hélène Fleury-Roy, Pastorale
- Dynam-Victor Fumet, Prélude et Fugue brève
- Alphonse Gadenne, O Salutaris Hostia (élévation)
- Amédée Gastoué, Fantaisie dramatique pouvant servir d’Entrée ou de Sortie funèbre
- Eugène Gazier, Esquisse religieuse
- Gaston Gryseleyn, Toccata en mi bémol majeur
- Fernand Halphen, Églogue
- Jean Henry, Prière
- Paul-Silva Hérard, Offertoire
- Paul Hillemacher, Pastorale
- Louis Jacquemin, Entrée sur l’intonation de l’antienne «Asperges me»
- Camille Joly, Cantabile ; Élévation ou Communion
- Georges Kriéger, Andante
- Marcel Labey, Deux pièces pour harmonium : I. Offertoire, II. Élévation
- F. Laurent-Rolandez, Offertoire pour la fête des saintes reliques
- Albert Lavignac, Prélude en Ut majeur
- Paul Lecourt, Marche Grand Chœur
- A. Levergeois, Adagio
- Jean-Marcel Lizotte, Improvisation
- Henri Lutz, Pièce pour orgue
- Louis Maingueneau, Pièce pour sortie
- Arthur Mancini, Recueillement ; Le Carillon de Balleroy (fuguette pastorale)
- Alfred Marichelle, Marche funèbre
- Maurice Mathieu, Sortie brève dans le style des noëls populaires ; Prière
- Jean Parisot, Six versets, I-II-III sur des motifs grégoriens, IV-V-VI sur des mélodies orientales
- Louis Plasse, Andantino
- Charles-Marie Pollet, Introduction et Fugue de Fantaisie
- Jacques de la Presle, Prière ; Alma mater
- Marie Prestat, Offrande à la Vierge
- André Renoux, Improvisata pour l’offertoire
- Maurice Reuchsel, Marche religieuse
- Paul Rougnon, Pièces pour orgue : 1. en ut ; 2. en mi
- Alice Sauvrezis, Choral
- Henri Schmitt, Offertoire ; Communion ; Prélude ; La Procession
- Gabriel Sizes, Prélude en fa ; Élévation
- Jean Vadon, Entrée ; Offertoire ; Sortie alla Bach
- René Vierne, Toccata (en sol mineur)
- Désiré Walter, Prière ; Élévation (transcription d’après R. Schumann); Offertoire (transcription d’après l’op. 66 de R. Schumann).

### Fünfter Band — École Étrangère
Publié en 1914 – à Monsieur Alexandre Glazounoff – (90 Stücke)
- Mezio Agostini, Interludio
- Désiré d’Antalffy, Prière pour les morts ; Prière pour l’enfant
- Leopold Ashton, Lamento
- José Maria Béobide, Meditación ; Méditation ; Andante ; Preludio ; Andantino en sol majeur; Dos interludios ; Dos Fughettas
- Octavio Bevilacqua, Berceuse
- Oscar Ludwig Blom, Angélus ; Ave Maria
- Giovanni Bolzoni, Heure mystique ; Pax
- Luigi Bottazzo, Fugue à deux parties ; Communion
- Francisco Braga, Offertoire
- Bruce Steane, Chant de joie (improvisation) ; Chant de tristesse ; Prière ; Sortie
- Carlo Calegari, Invocation op. 269
- C. Corbett Sumsion, Andante ; Allegretto
- Antonio Coronaro, Fuga in Fa ; Elevazione
- César Cui, Prélude en sol mineur ; Prélude en la bémol majeur
- Amadeo Cusco, Entrada
- Eduardo Dagnino, Meditazione
- Nicolas Daneau, Air (d’après un album de musique du XVe siècle du musée de Tournai)
- Eusebio Daniel, Humoresque
- Charles Dekoster, Deux prières
- Georges Delaye, Entrée funèbre op. 34
- Alexandre Denéréaz, Trois préludes
- Roland Diggle, Petit Chœur Triomphal
- Léon Du Bois, Prélude
- Robert O’Dwyer, Rêverie
- Arthur Foote, Deux Pièces : I. Marche, II. Communion
- Elbert Joseph Franssen, Paraphrase super «Ite missa est» in solemnioribus
- Luis de Freitas Branco, Deux pièces pour harmonium : I. Chant religieux portugais, II. Aria
- Silvio Deolindo Froes, Petit hymne à sainte Anne op. 11 no 1, Prélude op. 11 no 2, Postludium op. 11 no 3
- Harald Fryklöf, Andante funèbre ; Entrata (all’ antico)
- Mme G. Delaye-Fuchs, Pièce en la bémol majeur op. 25, Jour de Fête (Sortie) op. 24
- Reinhold Glière, Fugue sur un thème de Noël russe
- Arnaud Duarte de Gouveia, Offertorio
- Arthur de Greef, Petit prélude
- Eugène Gunst, Canon à deux voix
- Jésus M. Guridi, Villancico (Noël)
- Gustaf Hagg, Improvisation sur un thème de passion suédois
- Rév. G. S. Holmes, Allegretto
- Constantin Homilius, Fugue
- Arthur De Hovre, Prière ; Andante sostenuto
- Adolphe-August d’Hulst, Prélude ; Élévation ; Offertoire ; Communion ; Postlude
- Daniel Mc Intyre, Méditation
- Léon Jadin, Communion
- Josef Klicka, Légende op. 54
- John Adam Krygell, «Et Resurrexit» (de la messe en ut # mineur)
- Joseph Labor, Trois interludes
- Juan Battista Lambert, Meditation
- Joseph Lefébure, Berceuse
- Henry G. Ley, Pastorale
- Kristian Lindeman, Marche nuptiale ; Deux canons
- Ludwig Mathias Lindeman, Deux chorals
- Peter-Brynie Lindeman, «O ver Kedron Jesus træder» (Chant religieux norvégien)
- Raphaël Lobmiller, Präludium cum Fuga
- Augusto Machado, Prélude.

### Sechster Band — École Étrangère (Fortsetzung)
Publié en 1914 – à Monsieur Léon Du Bois – (85 Stücke) 
- Otto W. Malling, Prière ; Élévation
- Domingo Mas y Serracant, Entrée ou Sortie ; Élévation pour orgue ; Meditacion (offertoire)
- M. François-Xavier Mathias, Suite eucharistique : Salve, Sancta Parens. I. Introibo ; II. Suscipe sancte Pater ; III. Benedictus ; IV. Domine non sum dignus ; V. Deo gratias
- Ulysse Matthey, Preludio fugato ; Elegia ; Giga ; Pensiero ostinato
- Lucien Mawet, Rêverie ; Prélude
- Wilhelm Middelschulte, Méditation sur le choral «Tout passe ici-bas»
- Alexandre Monestel, Contemplation (morceau de genre)
- Raymond Moulaert, Andante
- Paul Münck, Trois fuguettes
- Alberto Nepomuceno, Prélude et Fugue
- Joseph Novialis, Prière ; Fuguetta
- Otto Olsson, Variation sur un choral
- Henrique Oswald, Aria
- Désiré Pâque, Six petits préludes op. 77
- Giovanni-Battista Polleri, Offertoire pour orgue
- François Rasse, Entrée funèbre triomphale, À l’Espérance
- Joseph Ringeissen, Fugue
- Martin Rodriguez, Offertoire fugué
- Paul-S. Rung-Keller, Fughetta sopra «Agnus Dei» ; Andante religioso
- Édouard Samuel, Invocation
- Jose Sancho Marraco, Ofertorio
- Henri Sarly, Trois petits préludes pour orgue ou harmonium : I. Prière, II. Improvisation, III. Canon
- Vincenz Schindler, Fughette (sur un thème du professeur François Krenn) ; Méditation
- Joseph Schmid, Mélodie
- Josef Schwammel, Deux improvisations ; Imitation ; Élégie ; Méditation
- Dom Gr. L. Sergent O.S.B., Élévation
- Miecz Soltys, Graduel
- Humphrey J. Stewart, Pastorale ; Marche funèbre
- Mieczysław Surzyński, Improvisation
- Serge Taneiew, Choral varié
- Albert E. Tebbut, Adagio espressivo ; Allegretto
- Eugène Thomas, Fugue brève en fa majeur ; Fugue brève (en la mineur)
- Joaquín Turina, Preludio
- Luis Urteaga, Entrada ; Ofertorio ; Elevación ; Comunión ; Final
- Oscar Van Durme, Trois Esquisses Funèbres : I. Cortège, II. Lamento, III. Supplication
- H. Van’t Kruijs, Andante
- Glauco Velasquez, Quatre Pièces : I. Præludio, II. Intermezzo, III. Chorale, IV. Finale
- Ernesto Vieira, Interludium
- Gino Visona, Méditation op. 27a ; Offertoire op. 27b
- Émile Wambach, Prière ; Interlude (offertoire)
- Luiz N. Wetterle, Pendant l’Offertoire
- Ladislas de Zélenski, Andante
- Georg Zoller, Fantaisie ; Introduction et fugue sur l’intonation du «Credo des Anges» ; Carillon

### Siebter Band — Pièces inédites pour Grand Orgue avec Pédale obligée
Publié en 1914 – à Monsieur Vincent d’Indy – (47 Stücke) 
- Albert Alain, I. Alla Hændel ; II. Alla Bach ; III. Alla Frank (sic)
- Désiré d’Antalffy-Zsiross, Scène pastorale (en forme d’un canon)
- Jose Maria Béobide, Fantasía ; Ofertorío
- Paul Berthier, Variations pour un grand orgue
- Maurice Blazy, Allegretto
- Louis de Bondt, Canon
- Luigi Bottazzo, Sonate pour orgue op. 210
- Georges Catoire, Prélude et fugue op. 25
- Abel Decaux, Fuguette sur l’«Ave Maris stella»
- Maurice Emmanuel, Andantino (1892)
- Amédée Gastoué, Pièce d’orgue (offertoire ou sortie) pour Noël
- Eugène Guillaume, Choral et Fugue en sol mineur
- Georges Guiraud, Offertoire pascal sous forme de Variations sur l’«O Filii»
- Jean Henry, Prière ; Pastorale
- Georges Hüe, Choral varié
- Viatcheslav Karatyguine, Prélude et fugue à la russe
- Joseph Klicka, Fantaisie de concert sur le Choral de st. Venceslas (hymne tchèque) op. 65
- Georges Kriéger, Toccata
- Fernand de La Tombelle, Andantino
- Serge Liapounov, Prélude pastoral op. 54
- Guy de Lioncourt, Petite fugue
- Jean-Marcel Lizotte, Prélude-choral
- Xavier Mathias, Prélude sur la mélodie grégorienne de « Sacris solemniis »
- Paul Münck, Passacaglia
- Alberto Nepomuceno, Offertoire
- Leonide Nikolaiev, Fugue à 3 voix
- Désiré Paque, Pièce pour orgue (transcription du no 4 de l’op. 79) ; Allegretto op. 80
- Marie Prestat, Prière nuptiale (pour grand orgue avec pédale obligée)
- Marc de Ranse, Offertoire pour le jour de la Pentecôte
- Joseph Schmid, Vision op. 74a
- Georges Sporck, Pièce d’orgue sur un thème populaire normand
- Mieczysław Surzyński, Prélude
- Serge Taneiew, Choral varié
- Albert E. Tebbut, I. Andante serioso ; II. Adagio
- Jean Vadon, Prière (avec pédale obligée) op. 54d
- Louis Vierne, Prélude (en fa dièse mineur)
- Désiré Walter, transcriptions de Sposalizio de F. Liszt, et de l’Adagio de la 2e Symphonie de J. Guy Ropartz.

### Achter Band — Pièces inédites pour Grand Orgue avec Pédale obligée
Publié en 1914 – à Monsieur Louis Vierne – (52 Stücke)
- Joseph Boulnois, Paraphrase symphonique sur l’Alleluia de la dédicace de Saint Michel
- Alexandre Cellier, Offertoire pour le jour de l’Ascension
- Hubert Cuypers, Dubbelfuga op de greg. melodie «Lauda Sion»
- Nicolas Daneau, Prélude et Fugue
- Charles DeKoster, Fugue d’orgue
- Édouard Destenay, Marche pour le jour de Pâques
- Roland Diggle, Concert Toccata
- Henry Eymieu, Marche funèbre op. 109 ; Marche pontificale op. 112
- Paul Fauchet, Choral en si (mineur)
- Daniel Fleuret, Méditation ; Cantilène ; Carillon
- Luiz de Freitas Branco, Choral
- Mme Delaye-Fuchs, Ave Maria (élévation) op. 21
- Alexandre Glazounov, Prélude et Fugue pour grand orgue op. 93
- Paul Gilson, Prélude sur un vieux lied flamand
- Constantin Homilius, Prélude
- Arthur de Hovre, Cantilène ; Fugue pour grand orgue
- Jean Huré, Pour la communion d’une Messe de minuit à Noël (1913)
- Ivan Kryjanowski, Prélude ; Largo
- Eugène Lacroix, Thème paraphrasé ; 2e Toccata
- Henri Libert, Pièce symphonique
- Peter Lindeman, Postludium
- Martin Lunssens, Marche religieuse
- Ulysse Matthey, In memoriam (Preludio) ; Toccata-Carillon
- Henri Messerer, Fantaisie
- Wilhelm Middelschulte, Cadenz zum Orgelkonzert No 4 in F von G. F. Hændel
- Raymond Moulaert, Fugue en ré majeur
- Jean Parisot, Pièce en sol majeur ; Mélodie orientale
- Paul Pierné, Pastorale
- Charles-Marie Pollet, Motet sans paroles
- Jean-Théodore Radoux, Grande fugue
- Amédée Reuchsel, Deux pièces en ré mineur : I. Prélude gothique, II. Postlude festival
- Joseph Rousse, Prélude en Ut
- Paul Rung-Keller, Lamentazione (in memoriam Frédéric Rung)
- Henri Sarly, Intermezzo ; Chant funèbre
- Nicolas Tcherepnine, Chant chérubique tiré de la liturgie de saint Jean Chrysostome (transcription pour orgue par J. Handschin)
- Luis Urteaga, Marcha religiosa
- René Vierne, Canzona
- J.-A. Wiernsberger, Offertoire pour orgue sur un vieux noël alsacien
- Joseph Wihtol, Pastorale
- Ladislas de Zélenski, Prélude pastoral op. 68

## Digitalisate
- Sibley Music Library La collection complète et gratuite des partitions.